# Stylogyne longifolia
Stylogyne longifolia är en viveväxtart som först beskrevs av C. Martius, och fick sitt nu gällande namn av Carl Christian Mez. Stylogyne longifolia ingår i släktet Stylogyne och familjen viveväxter. Inga underarter finns listade i Catalogue of Life.